# Arrière (basket-ball)

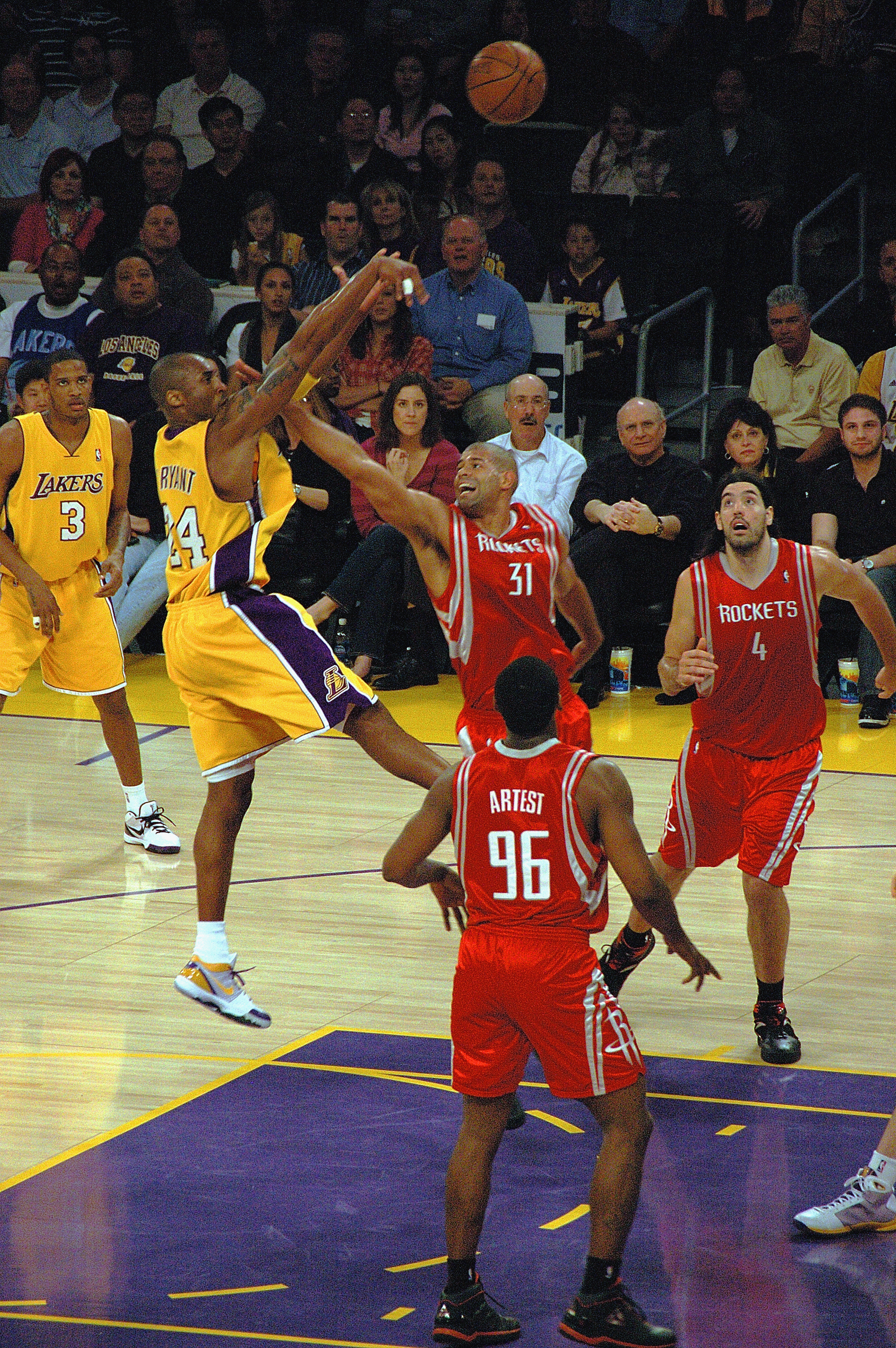
Kobe Bryant tentant un tir fadeway. Il a joué au poste d'arrière pendant toute sa carrière NBA.

Au basket-ball, l'arrière (en anglais : shooting guard) est l'un des cinq postes classiques. Les joueurs jouant à ce poste sont généralement plus petits et plus vifs que les ailiers, et a fortiori que les intérieurs. Le rôle des arrières est généralement de marquer des paniers par des tirs extérieurs, mais certains sont aussi chargés de monter la balle avec le meneur ou de faire quelques pénétrations. Il doit bien manier les lay-up et les variantes du  crossover.
Un exemple d'arrière typique est Reggie Miller, tireur à trois points des Pacers de l'Indiana dans les années 1990. Certains arrières comme Michael Jordan, Clyde Drexler, Kobe Bryant ou Dwyane Wade plus récemment, ont des facultés de pénétration et de jeu en 1 contre 1 qui les rapprochent du rôle de l'ailier.

## Exemples de joueurs
- James Harden
- Tracy McGrady
- Reggie Miller
- Ray Allen
- Kobe Bryant
- Michael Jordan
- Dwyane Wade
- Vince Carter
- Allen Iverson
- C.J. McCollum
- George Gervin
- Brandon Roy
- Donovan Mitchell
- Manu Ginóbili